# Телескоп Річі — Кретьєна

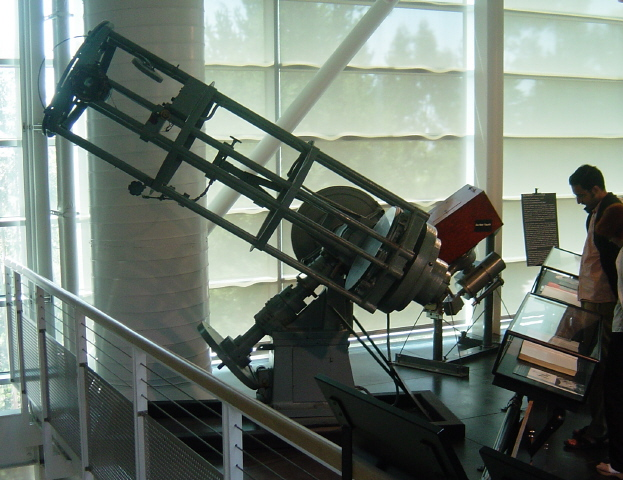
24-дюймовий (0,6 м) дзеркальний телескоп Джорджа Річі, перший робочий ТРК, демонструється в Космічний та науковий центр Шабо в 2004 році.

Телескоп Річі — Кретьєна (ТРК або просто РК) — це телескоп-рефлектор, який має гіперболічне первинне дзеркало та гіперболічне вторинне дзеркало. Така конструкція усуває позаосьову кому, від якої страждає якість зображення старіших рефлекторів (Кассегрена, Грегорі). Завдяки цьому ТРК має ширше поле зору. Від середини XX століття більшість великих професійних дослідницьких телескопів будують за схемою Річі — Кретьєна; деякі відомі приклади: космічний телескоп Габбл, телескопи Кека та Дуже великий телескоп ESO.

## Історія

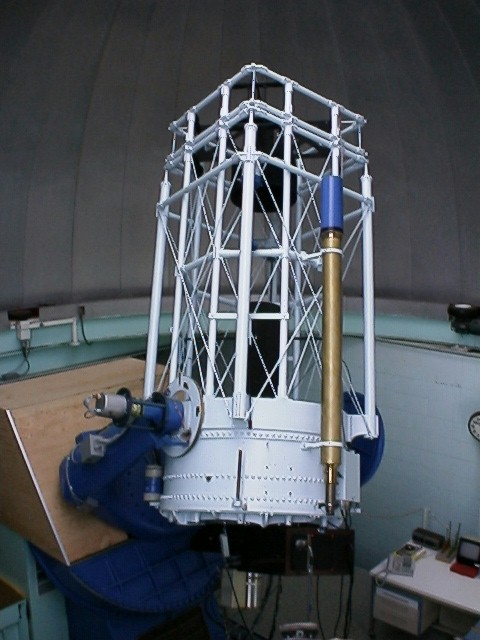
40-дюймовий (1,0 м) РК на Станція Флагстаф військово-морської обсерваторії США.

Телескоп Річі — Кретьєна винайшли на початку 1910-х років американський астроном Джордж Вілліс Річі та французький астроном Анрі Кретьєн. Річі сконструював перший успішний ТРК, апертура якого становила 60 см (24 дюйми) у 1927 році (так званий 24-дюймовий рефлектор Річі). Другим ТРК був 102-сантиметровий (40-дюймовий) інструмент, сконструйований Річі для військово-морської обсерваторії США; цей телескоп все ще працює на станції Флагстафф військово-морської обсерваторії США.

## Конструкція
Базова конструкція Річі — Кретьєна з двома поверхнями не має коми третього порядку та сферичної аберації, хоча вона страждає комою п'ятого порядку, значним великокутовим астигматизмом та порівняно великою кривиною поля. Решту аберацій базової конструкції можна зменшити додаванням менших оптичних елементів поблизу фокальної площини. При фокусуванні посередині між сагітальною та тангенціальною фокальними площинами зорі зображуються кругами, що робить ТРК придатним для широких польових та фотографічних спостережень. Як і в інших рефлекторів системи Кассегрена, ТРК має дуже коротку оптичну трубу і компактну конструкцію для заданої фокусної відстані. ТРК має хороші оптичні характеристики поза віссю, але конфігурація Річі — Кретьєна найчастіше зустрічається на високопродуктивних професійних телескопах.
Телескоп лише з одним вгнутим дзеркалом, наприклад ньютонівський, завжди матиме аберації. Якщо дзеркало сферичне, воно спричинятиме сферичну аберацію. Якщо для виправлення сферичної аберації дзеркало зроблено параболічним, воно обов'язково матиме кому та астигматизм[джерело?]. За допомогою двох несферичних дзеркал, як у телескопі Річі — Кретьєна, можна усунути кому[джерело?]. Це дозволяє збільшити корисне поле зору. Однак такі конструкції все ще страждають астигматизмом. Його теж можна усунути, включивши третій криволінійний оптичний елемент. Коли цей елемент — дзеркало, результатом є тридзеркальний анастигмат. З іншого боку, ТРК може використовувати одну або кілька малих лінз перед фокальною площиною для корекції астигматизму та вирівнювання фокальної поверхні, як, наприклад, телескоп SDSS та телескоп VISTA; це може забезпечити поле зору діаметром близько 3°.
(Хоча камера Шмідта може давати ще ширші поля, приблизно до 7°, їй потрібна повноапертурна коректорна пластина, що обмежує апертуру величиною до 1,2 м, тоді як РК може бути значно більшим).
На практиці кожна з цих конструкцій може також включати певну кількість плоских дзеркал для зручного згинання оптичного шляху.
У конструкції Рітчі — Кретьєна, як і в більшості систем Кассегрена, вторинне дзеркало закриває центральну частину апертури. Кільцева вхідна апертура значно знижує частотно-контрастну характеристику (ЧКХ) в діапазоні низьких просторових частот, порівняно з конструкцією з повною апертурою, такою як рефрактор. Це виявляється в зниженні контрасту зображення широкосмугових деталей. Крім того, опора для вторинного дзеркала («павук») може вносити дифракційні викривлення.

### Дзеркало

Схема телескопа-рефлектора Рітчі — Кретьєна

Радіуси кривини первинного та вторинного дзеркал, відповідно, у дводзеркальній системі Кассегрена:
{\displaystyle R_{1}=-{\frac {2DF}{F-B}}}
і
{\displaystyle R_{2}=-{\frac {2DB}{F-B-D}}}
де
- {\displaystyle F} — ефективна фокусна відстань системи,
- {\displaystyle B} — задня фокусна відстань (відстань від вторинного дзеркала до фокуса),
- {\displaystyle D} — відстань між дзеркалами.

Якщо, замість {\displaystyle B} і {\displaystyle D}, відомі фокусна відстань первинного дзеркала {\displaystyle f_{1}} і відстань до фокуса за первинним дзеркалом {\displaystyle b}, то {\displaystyle D=f_{1}(F-b)/(F+f_{1})} і {\displaystyle B=D+b}.
Для системи Рітчі — Кретьєна конічні сталі {\displaystyle K_{1}} і {\displaystyle K_{2}} двох дзеркал вибрано так, щоб усунути сферичну аберацію і кому третього порядку; розв'язок:
{\displaystyle K_{1}=-1-{\frac {2}{M^{3}}}\cdot {\frac {B}{D}}}
і
{\displaystyle K_{2}=-1-{\frac {2}{(M-1)^{3}}}\left[M(2M-1)+{\frac {B}{D}}\right]}
де {\displaystyle M=F/f_{1}=(F-B)/D} — вторинне збільшення. Зауважте, що {\displaystyle K_{1}} і {\displaystyle K_{2}} менші від {\displaystyle -1} (оскільки {\displaystyle M>1}), тому обидва дзеркала гіперболічні. (Однак первинне дзеркало, як правило, досить близьке до параболічного.)
Гіперболічну кривину складно перевірити, особливо з обладнанням, зазвичай доступним виробникам телескопів — аматорам або виробникам лабораторних масштабів; таким чином, на цьому рівні переважають старіші конструкції телескопів. Однак професійні виробники оптики та великі дослідницькі групи тестують свої дзеркала за допомогою інтерферометрів. ТРК потребує мінімального додаткового обладнання, як правило, невеликого оптичного пристрою, який називається нульовим коректором, що робить гіперболічний первинний вигляд сферичним для інтерферометричної перевірки. На космічному телескопі Габбл цей пристрій був встановлений неправильно (відбиття від сторонньої поверхні спричинило неправильне вимірювання положення лінзи), що призводить до похибки в первинному дзеркалі Габбла. Неправильні нульові коректори призвели й до інших помилок у виготовленні дзеркал, наприклад, у Новому технологічному телескопі.

## Приклади великих телескопів Річі— Кретьєна

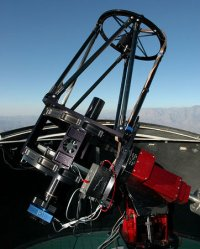
Фермовий телескоп RC Optical Systems розміром 41 см є частиною масиву PROMPT (телескопи).

Річі задумував 100-дюймовий телескоп Маунт Вілсон Гукер (1917) та 200-дюймовий (5 м) телескоп Гейла як ТРК. Його конструкції могли б забезпечити чіткіші зображення в більшому корисному полі зору порівняно з фактично використаними параболічними конструкціями. Однак, оскільки змінювати 100-дюймовий проєкт було пізно і це вимагало додаткових витрат, Гейл відмовився прийняти нову конструкцію з її складно контрольованою кривиною, і Річі залишив проєкт. Обидва проєкти побудовано з традиційною оптикою. Відтоді досягнення оптичних вимірювань та технологій виготовлення дало змогу реалізувати конструкцію ТРК — телескоп Гейла, відкритий в 1948 році, виявився останнім з визначних телескопів у світі, який мав параболічне первинне дзеркало.
- Великий телескоп (10,4 м) в обсерваторії Роке-де-лос-Мухачос на Ла-Пальмі, Канарські острови (Іспанія).
- Два 10,0-метрові телескопи обсерваторії Кека в обсерваторії Мауна-Кеа (США).
- Чотири 8,2-метрові телескопи у складі Дуже великого телескопа (Чилі).
- Телескоп Субару (8,2 м) в обсерваторії Мауна-Кеа (США).
- Два 8,0-метрові телескопи обсерваторії Джеміні в обсерваторії Мауна-Кеа (США) та Чилі.
- телескоп VISTA[en] (4,1 м) в обсерваторії Паранал (Чилі).
- 4,0-метровий телескоп Мейолла[en] на Кітт-Пік (США).
- 4,0-метровий телескоп Бланко в Міжамериканській обсерваторії Серро Тололо (Чилі).
- Телескоп (3,94 м) в обсерваторії Східної Анатолії (DAG) в Ерзурумі, Туреччина.
- Англо-австралійський телескоп (3,9 м) в обсерваторії Сайдинг-Спрінг (Австралія).
- Оптичний телескоп «Девасталь»[en] (3,6 м) Дослідницького інституту спостережних наук Ар'ябхатта, Найнітал, (Індія).
- Національний телескоп «Галілей»[en] (3,58 м) в обсерваторії Роке-де-лос-Мухачос на Ла-Пальмі, Канарські острови (Іспанія)
- New Technology Telescope (3,58 м) у Європейській південній обсерваторії (Чилі).
- ARC-телескоп в обсерваторії Апачі-Пойнт (3,5 м), Нью-Мексико, (США).
- 3,5-метровий телескоп обсерваторії[en] на горі Калар-Альто[en] (Іспанія).
- Телескоп обсерваторії WIYN[en] (3,50 м) в Національній обсерваторії Кітт-Пік (США).
- 3,4-метровий телескоп INO340 в Іранській національній обсерваторії[en] (Іран).
- Оглядовий телескоп VLT (2,65 м) в Європейській південній обсерваторії, Паранал (Чилі).
- Північний оптичний телескоп (2,56 м) на острові Ла-Пальма, Канарські острови (Іспанія).
- Телескоп Sloan Digital Sky Survey (2,50 м, модифікована конструкція) в обсерваторії Апачі-Пойнт, Нью-Мексико, США
- Космічний телескоп «Габбл» (2,4 м), який зараз перебуває на навколоземній орбіті.
- 2,4-метровий телескоп Таїландської національної обсерваторії на горі Дой-Інтанон (Таїланд).
- Телескоп обсерваторії Калар-Альто (2,2 м) на горі Калар-Альто (Іспанія).
- Телескоп астрономічного комплексу Ель-Леонсіто (2,15 м), Сан-Хуан, Аргентина.
- Телескоп Мексиканської національної астрономічної обсерваторії (2,12 м), Сан-Педро-Мартир.
- Ліверпульський телескоп[en] (2,0 м) — роботизований телескоп на острові Ла-Пальма, Канарські острови (Іспанія).
- 2,0-метровий телескоп обсерваторії Рожен, Болгарія.
- Гімалайський телескоп «Чандра» (2,0 м) Індійської астрономічної обсерваторії, Ганле[en], (Індія).
- 1,8-метровий телескоп Pan-STARRS в обсерваторії Халеакала на Мауї, Гаваї.
- Телескоп (1,65 м) в Молетській астрономічній обсерваторії (Литва).
- 1,6-метровий телескоп обсерваторії Мон-Межант[fr] на Мон-Межанті[fr] у Квебеку, Канада.
- 1,6-метровий телескоп PerkinElmer[en] в обсерваторії Піко-дос-Діас у Мінас-Жерайсі, Бразилія.
- 1,3-метровий телескоп обсерваторії Скінакас на острові Крит, Греція.
- 1,0-метровий телескоп Річі на станції військово-морської обсерваторії США Флагстаф (останній телескоп, зроблений Г. Річі перед смертю).
- Телескоп DFM Engineering[en] (1,0 м) в обсерваторії Ембрі – Рідла[en] в Дейтона-Біч, Флорида (США).
- Чотири 1,0-метрові телескопи SPECULOOS в обсерваторії Паранал у Чилі, призначені для пошуку екзопланет розміром із Землю.
- Космічний телескоп Спітцер (0,85 м) — інфрачервоний телескоп, який зараз працює на навколоземній орбіті.
- Телескоп компанії Astelco Systems[en] (0,8 м) в обсерваторії Університетського коледжу Лондона[en] в Мілл-Гілл[en], Лондон (Велика Британія).
- Камера Long Range Reconnaissance Imager[en] (LORRI, 0,208 м) на борту космічного корабля New Horizons, на цей час за межами орбіти Плутона.